# Jacques Passy
Pour les articles homonymes, voir Passy.
Jacques Passy Kahn, né le 30 septembre 1975 à Mexico, est un entraîneur mexicain de football. Il est l'actuel sélectionneur par intérim de l'Antigua-et-Barbuda depuis 2025.

## Biographie
Entraîneur diplômé des fédérations mexicaine et péruvienne de football, Passy s'occupe de l'équipe du Mexique aux Maccabiades avant de diriger le club mexicain des Dorados de Sinaloa en 2006. Depuis 2002, il est président du Johan Cruyff Institute au Mexique, institut ayant formé pas moins de 300 coachs. 
En 2014, Passy est pressenti pour prendre en charge l'équipe nationale du Suriname. Néanmoins, c'est à la tête de Saint-Christophe-et-Niévès qu'on le retrouve l'année suivante. Avec les Sugar Boyz, il tient en échec le Salvador 2-2 à domicile – avant de succomber 4-1 au match retour – lors du 2e tour préliminaire de la Coupe du monde 2018. En outre, il emmène les Christophiens jusqu'au 3e tour préliminaire des éliminatoires de la Coupe caribéenne des nations 2017 et réussit à les hisser à leur meilleure position au classement mondial de la FIFA (73e place en octobre 2016).
En mars 2019, il quitte Saint-Christophe-et-Niévès après quatre ans en tant que sélectionneur. Il est remplacé par l'ancien international christophien Earl Jones.